# مؤنس الرزاز
مؤنس منيف الرزاز (1951-2002 م) روائي أردني ولد في مدينة السلط. وهو ابن السياسي والمناضل منيف الرزاز الذي عاش في الأردن فترة من حياته وشقيق رئيس وزراء الأردن عمر الرزاز. له عدد كبير من الروايات ونشرت أعماله الكاملة عام 2003 بعد وفاته.

## رواياته
1. أحياء في البحر الميت،
2. جمعة القفاري (يوميات نكرة)
3. اعترافات كاتم صوت
4. حين تستيقظ الأحلام
5. متاهات الأعراب في ناطحات السراب.
6. ليلة عسل
7. عصابة الوردة الدامية.
8. الشظايا والفسيفساء
9. النمرود (مجموعة قصصية)
10. مد اللسان الصغير في وجه العالم الكبير (مقالات ساخرة)
11. رواية سلطان النوم وزرقاء اليمامة
12. قبعتان ورأس واحدة
13. مذكرات ديناصور

له العديد من الكتابات المنشورة في صحف عربية واسعة الانتشار. شغل منصب رئيس تحرير مجلة افكار الثقافية الصادرة عن وزارة الثقافة الأردنية حتى وفاته بتاريخ 8 فبراير 2002.